# Bacouel-sur-Selle
 Bacouel-sur-Selle  es una población y comuna francesa, en la región de Picardía, departamento de Somme, en el distrito de Amiens y cantón de Conty.

## Demografía
| 255 | 227 | 257 | 326 | 392 | 574 |
| Para los censos de 1962 a 1999 la población legal corresponde a la población sin duplicidades (Fuente: INSEE [Consultar]) |     |     |     |     |     |